# Naturschutzgebiet Laubmischwald Sternhelle
Das Naturschutzgebiet Laubmischwald Sternhelle mit einer Größe von 4,9 ha liegt südwestlich von Herdringen im Stadtgebiet von Arnsberg im Hochsauerlandkreis. Es wurde 1998 mit dem Landschaftsplan Arnsberg durch den Kreistag des Hochsauerlandkreises als Naturschutzgebiet (NSG) ausgewiesen. Bei der Neuaufstellung des Landschaftsplanes Arnsberg durch den Kreistag 2021 wurde das NSG erneut ausgewiesen.

## Gebietsbeschreibung
Im NSG handelt es sich um einen Laubholzmischwald an einem sehr steilen, westexponierten Hang des Baumbachtales. Das Schutzgebiet grenzt im Osten direkt an Siedlungsbereiche. Der Landschaftsplan beschreibt das NSG wie folgt: „Südlich schließt sich eine heckenreiche, halboffene Landschaft mit überwiegender Grünlandnutzung an, nördlich eine Weide, deren Steilhänge Fragmente von Magergrünland aufweisen. Kernstücke des artenreichen und teilweise strukturreichen Mischwaldes sind ein Eichenwald im Norden und ein nach Süden sich anschließender Eichen-Hainbuchenwald. Der Eichenwald bei Ausweisung im mittleren Baumholzalter weist eine strukturreiche Strauchschicht auf. Die krautreiche, lokal sehr dichte Bodenvegetation ist in ihrer Ausprägung typisch für den Waldmeister-Buchenwald, der Pflanzengesellschaft, die sich natürlicherweise auf diesem basenreichen Standort etablieren würde. In Siedlungsnähe sind erhebliche Eutrophierungserscheinungen zu sehen, vor allem aufgrund der Ablagerung von Gartenmüll. Der Eichen-Hainbuchenwald weist vorwiegend mittleres Baumholz auf. Während die Strauchschicht nur lokal ausgeprägt ist, zeichnet sich die Krautvegetation auch durch Artenreichtum und lokal hohe Deckungsgrade aus. Der südlichste Teil des Waldes ist geprägt durch einen Mix aus Eschen- und Ahorn-Mischbeständen und eingestreuten Nadelgehölzen.“
Als zusätzliches Entwicklungsmaßnahme führt der Landschaftsplan auf, dass ein Wegekonzept für die Steuerung der Naherholung erstellt werden soll.

## Spezielle Schutzzwecke für das NSG
Wie bei allen Naturschutzgebieten in Deutschland wurde in der Schutzausweisung darauf hingewiesen, dass das Gebiet „wegen der Seltenheit, besonderen Eigenart und Schönheit des Gebietes“ zum Naturschutzgebiet erklärt wurde. Laut Landschaftsplan erfolgte die Ausweisung zum:
- „Schutz, Erhaltung und Entwicklung eines struktur- und artenreichen Laubmischwaldkomplexes;“
- „Schutz und Erhaltung naturnaher, seltener Buchenwaldgesellschaften und ihrer Lebensgemeinschaften.“
- „Das NSG dient auch der nachhaltigen Sicherung von Vorkommen seltener Pflanzenarten.“[2]